# 长鳍笛鲷
长鳍笛鲷（学名：Symphorus spilurus）为笛鲷科长鳍笛鲷属的鱼类。分布于中国至印度尼西亚及菲律宾海域以及西沙群岛、南沙群岛等海域及广东沿海等，多见于珊瑚礁附近。